# 은평누리축제
은평누리축제는 매년 가을 은평문화예술회관, 불광천 등 은평구 일대에서 열리는 주민주도형 축제이다. 2010년, 은평구민에 의해 '은평누리축제'라는 이름을 갖게 되었다.
소통, 참여, 화합을 모토로 열리는 은평누리축제는 주민이 함께 만들고 즐기는 축제, 사람과 사람, 사람과 자연이 소통하고 공존하는 공동체 문화축제, 지역자원과 일상의 삶을 바탕으로 하는 축제를 지향하고 있다.
주민 공모를 통한 추진위원회를 구성하여 은평문화재단과 공동으로 축제 프로그램 공모부터 행사 장소 선정, 예산배치 등 축제를 기획하고 있다. '개막제', '폐막제'를 비롯하여 '생활문화예술동아리 한마당', '광장축제'를 통해 주민들에게 다채로운 문화행사를 선보이며 특히, 광장축제는 역촌역 일대 교통을 통제하여 주민들에게 광장의 해방감을 선사하는 등 일상에서 벗어나 특별한 경험을 제공한다.

## 2018 은평누리축제
- 행사명 : 2018 은평누리축제
- 행사일시 : 2018. 10. 3.(수) ~ 10. 6.(토)
- 행사장소 : 역촌역 축제의 광장, 불광천 수변무대, 은평문화예술회관 등 은평구 일원

## 2017 은평누리축제
- 행사일시 : 2017. 09. 21.(목) ~ 09. 23.(토)
- 행사장소 : 은평평화공원, 축제광장
- 주요행사 : 은평영화제, 청소년예술제, 생활체육한마당 등